# 阿德尔海茨多夫
阿德尔海茨多夫是德国下萨克森州的一个市镇。总面积33.22平方公里，总人口2478人，其中男性1226人，女性1252人（2011年12月31日），人口密度75人/平方公里。